# Бенімарфуль
Бенімарфуль (валенс. Benimarfull, ісп. Benimarfull) — муніципалітет в Іспанії, у складі автономної спільноти Валенсія, у провінції Аліканте. Населення — 414 осіб (2010).

## Географія
Муніципалітет розташований на відстані близько 340 км на південний схід від Мадрида, 49 км на північ від Аліканте.

## Демографія
Динаміка населення (INE ):

## Галерея зображень

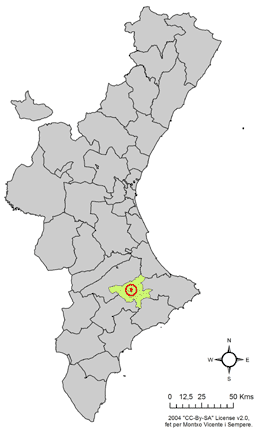
Розташування муніципалітету Бенімарфуль у автономній спільноті Валенсія
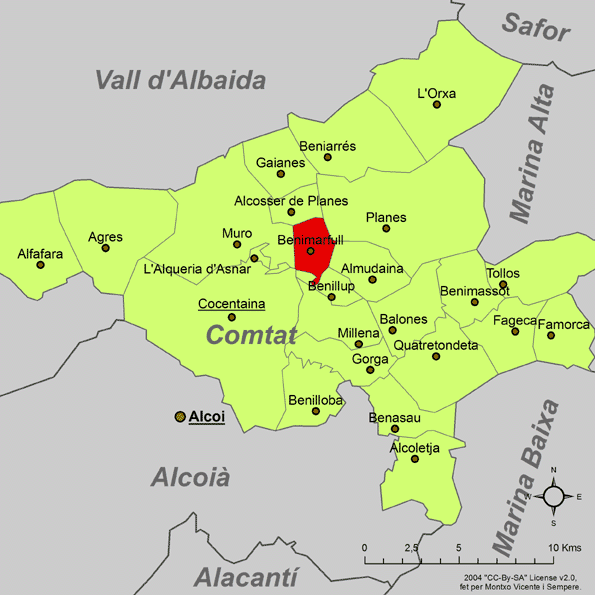
Розташування муніципалітету у комарці Кондадо-де-Косентайна